# ميلان تشيرماك
ميلان تشيرماك (بالتشيكية: Milan Čermák)‏ هو لاعب كرة قدم تشيكي في مركز الهجوم، ولد في 24 ديسمبر 1949 في تشيكوسلوفاكيا. شارك مع منتخب تشيكوسلوفاكيا لكرة القدم. أما مع النوادي، فقد لعب مع بانيك أوسترافا وبوهيميانز 1905 وسبارتا براغ ونادي تيبليتسه ونادي كلادنو.

## وصلات خارجية
- ميلان تشيرماك على موقع قاعدة بيانات كرة القدم.إي يو (الإنجليزية)
- ميلان تشيرماك على موقع ناشيونال فوتبول تيمز (الإنجليزية)
- ميلان تشيرماك على موقع عالم كرة القدم.نت (الإنجليزية)